# Kynceľová
Kynceľová je obec na Slovensku v Banskobystrickém kraji.

## Poloha
Obec leží ve střední části Bystrického podolí na úpatí Nízkých Tater v nadmořské výšce 360 až 450 m n. m. Obec je propojena s jinými obcemi cyklostezkami a turistickými stezkami.

## Historie
Obec vznikla asi ve 13. století jako poddanská obec. Tehdy se jmenovala Kunzelfalva. První písemná zmínka pochází z listopadu roku 1435 v souvislosti se sporem zemanů, který řešil král Zikmund.